# Séchault
Séchault ist eine französische Gemeinde mit 60 Einwohnern (Stand 1. Januar 2022) im Département Ardennes in der Region Grand Est (vor 2016 Champagne-Ardenne). Sie gehört zum Arrondissement Vouziers, zum Kanton Attigny und zum Gemeindeverband Argonne Ardennaise.

## Geografie
Die Gemeinde Séchault liegt in der Trockenen Champagne an der Grenze zum Département Marne, 15 Kilometer südlich von Vouziers. An der nordöstlichen Gemeindegrenze verläuft das Flüsschen Alin (manchmal auch Allin geschrieben). Die Gemeinde war Standort des ehemaligen Militärflugplatzes Base Aérienne de Vouziers-Séchault. Umgeben wird Séchault von den Nachbargemeinden Challerange im Norden, Montcheutin im Nordosten, Bouconville im Osten, Fontaine-en-Dormois im Süden, Gratreuil im Südwesten, Ardeuil-et-Montfauxelles im Westen sowie von Marvaux-Vieux im Nordwesten.

## Bevölkerungsentwicklung
| Jahr                       | 1962 | 1968 | 1975 | 1982 | 1990 | 1999 | 2006 | 2011 | 2019 |
| -------------------------- | ---- | ---- | ---- | ---- | ---- | ---- | ---- | ---- | ---- |
| Einwohner                  | 104  | 77   | 59   | 65   | 57   | 59   | 82   | 67   | 59   |
| Quellen: Cassini und INSEE |      |      |      |      |      |      |      |      |      |

## Sehenswürdigkeiten
- Kirche Saint-Remi, seit 1926 Monument historique
- Schloss Les Rosiers, Monument historique seit 1956

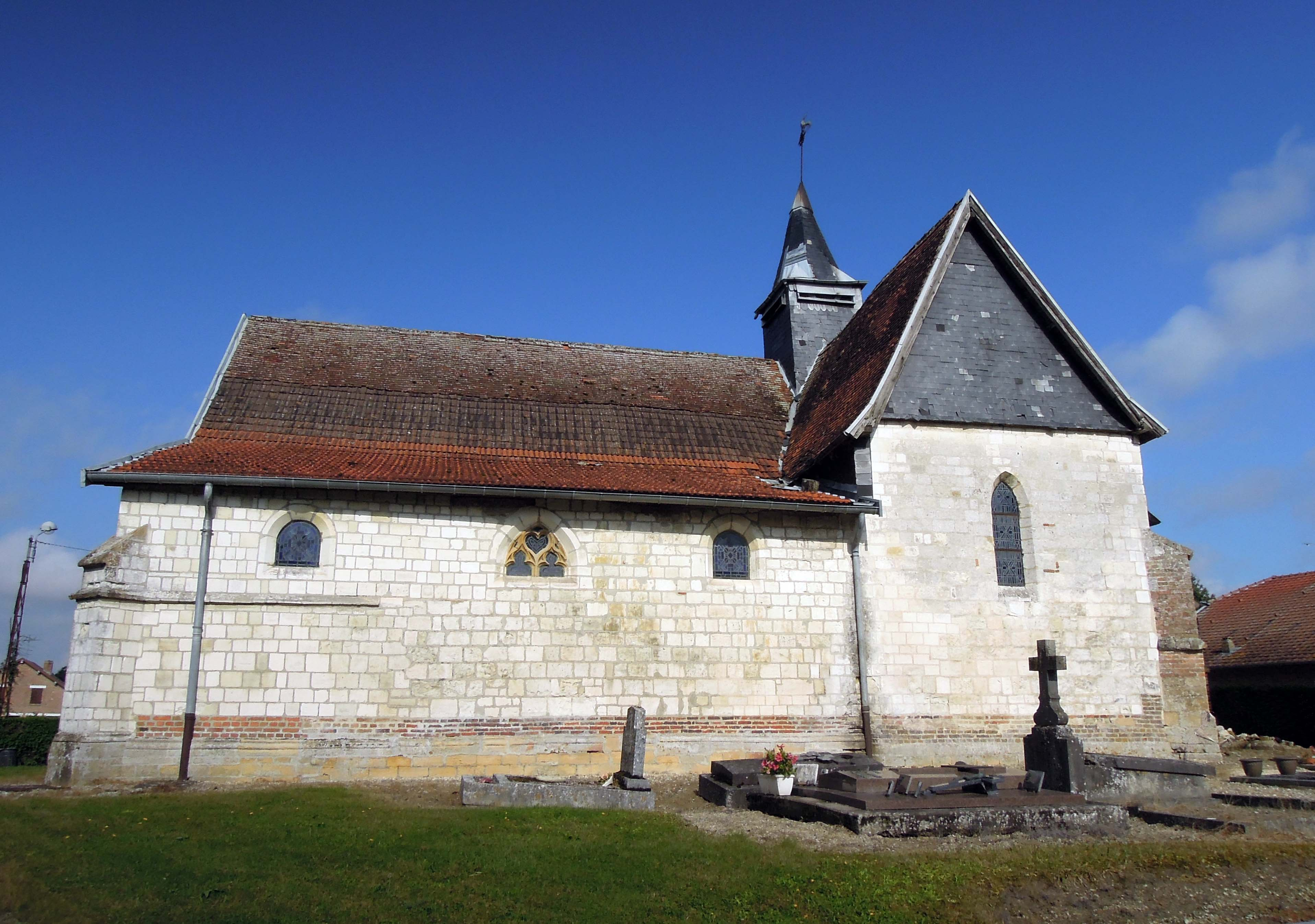
Kirche Saint-Remi
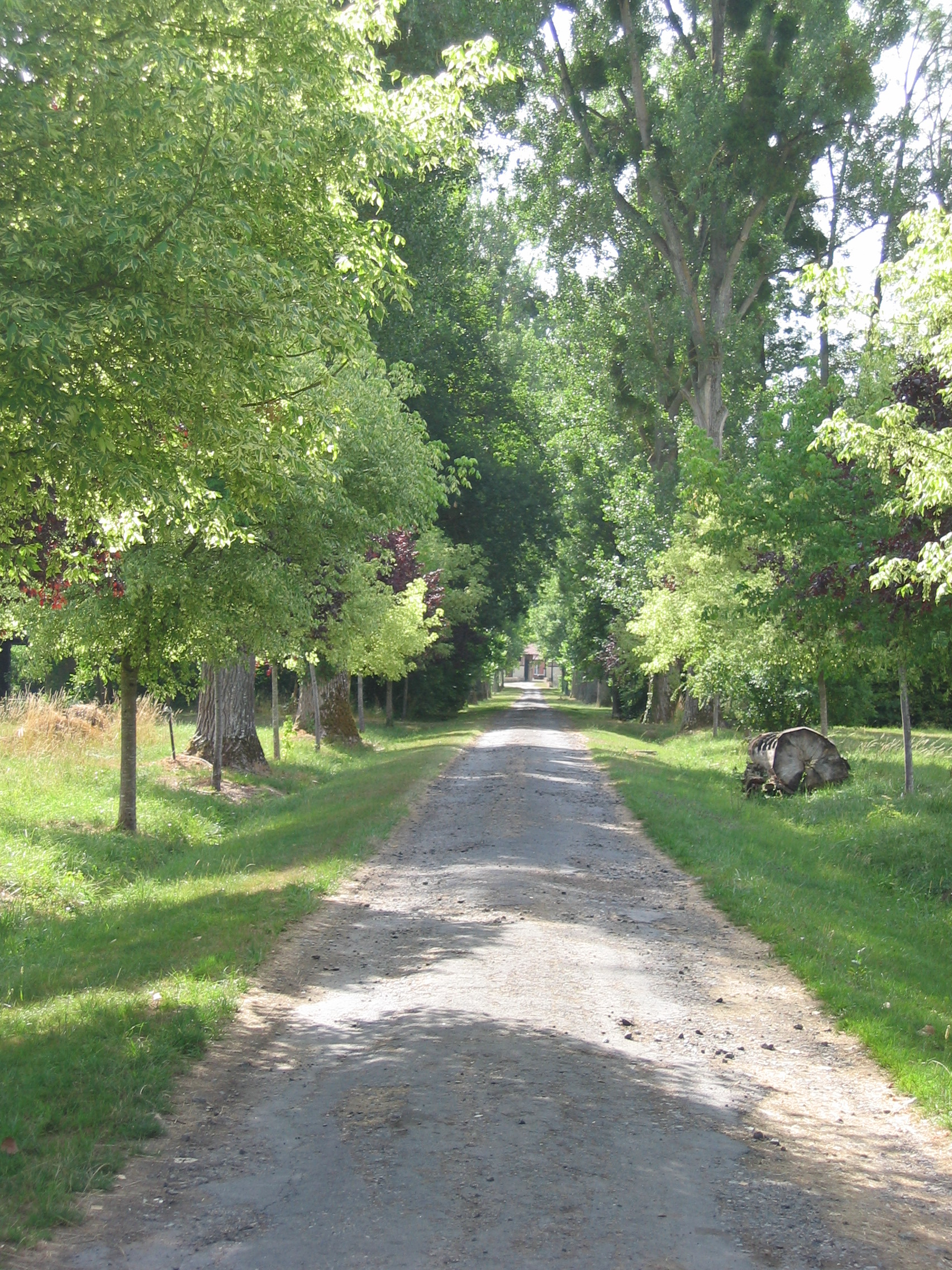
Schloss Les Rosiers